# Cristián Precht
Cristián Precht Bañados (Santiago, 23 de septiembre de 1940) es un exsacerdote chileno conocido por su labor durante la dictadura militar en defensa de los derechos humanos. Fue vicario de la Vicaría de la Solidaridad entre 1976 y 1979. En septiembre de 2018 fue expulsado del sacerdocio por su participación en casos de abuso sexual de menores.

## Biografía

### Estudios y ordenación
Hijo de Héctor Precht Castro y de Marta Bañados Martínez, tiene cinco hermanos: Ester, Angélica, Marta, Héctor y Hernán. Cursó sus estudios primarios y secundarios en el Saint George's College, que dirige la Congregación de Santa Cruz. Después de hacer algunos semestres de Derecho, ingresó, en 1961, al Seminario Pontificio de Santiago y fue ordenado sacerdote por monseñor Fernando Ariztía, el 6 de agosto de 1967.
Ese mismo año obtuvo su Licenciatura en Teología en la Universidad Católica. Después de ordenado siguió trabajando como formador en el mismo seminario donde estudió y como asesor de la Acción Católica Universitaria, hasta que en 1969 viajó a Roma a especializarse en Liturgia. En 1972 obtuvo la Licenciatura en Sagrada Liturgia otorgada por el Pontificio Ateneo de San Anselmo.

### Trabajo como vicario
De regreso a Chile fue nombrado vicario cooperador en una parroquia de la periferia de Santiago y continuó como formador y profesor de Liturgia en el Seminario. En 1974 el cardenal Raúl Silva Henríquez lo nombró secretario ejecutivo del Comité Pro Paz, entidad ecuménica creada para la defensa y promoción de los derechos humanos. Ejerció ese cargo hasta 1976, año en que el cardenal lo nombró vicario de la recién creada Vicaría de la Solidaridad.
En 1979 asumió como vicario de la zona Oriente de Santiago y como secretario pastoral de la Arquidiócesis, cargos que ejerció hasta que el cardenal Juan Francisco Fresno lo nombró vicario general de Pastoral en la Navidad de 1983. En esta condición le correspondió acompañar al cardenal en su acción en pro de la reconciliación del país. Sin dejar su cargo, en 1985 fue nombrado vicepresidente de la Comisión Nacional que preparó la visita de Juan Pablo II a Chile (1987) y encargado de Liturgia de la misma Comisión. Posteriormente, el cardenal Fresno le encargó la planificación y realización del proyecto de Nueva Evangelización y, sin dejar su cargo de vicario general, lo nombró, en 1989, vicario para la Pastoral Juvenil de Santiago.
Monseñor Carlos Oviedo Cavada asumió la Arquidiócesis de Santiago de Chile en 1990, y lo confirmó como vicario pastoral, además de encargarle la creación de la Vicaría de la Esperanza Joven en 1991 para dar un nuevo impulso a la pastoral juvenil. Como vicario pastoral debió encabezar la Misión General de Santiago y las Misiones Ambientales que se realizaron en el marco de la Nueva Evangelización. Además encabezó el área de Comunicaciones Sociales de la Arquidiócesis, fue director de la revista Iglesia de Santiago y presidió la Fundación Tiberíades, creada en 1991 para la producción, edición y distribución de materiales pastorales, escritos y audiovisuales. 
Fue colaborador habitual de las revistas Mensaje, Revista Católica y Servicio. También ha escrito para las revistas Testimonio y Carisma, y fue comentarista en Radio Chilena. Desde 1995 a 1999 se desempeñó como secretario general adjunto del Consejo Episcopal Latinoamericano (CELAM), con sede en Bogotá, Colombia.
El arzobispo de Santiago, cardenal Francisco Javier Errázuriz Ossa, lo nombró vicario episcopal para la Zona Sur, el 2 de noviembre de 1999, y en agosto de 2004 fue designado secretario ejecutivo de la Comisión de Canonización de Alberto Hurtado. En 2009 el padre Precht dejó la Vicaría de la Zona Sur y asumió la Vicaría General de Pastoral del Arzobispado de Santiago. Al año siguiente, recibió la condecoración Héroe de la Paz San Alberto Hurtado por su labor en materia de derechos humanos durante su trabajo en la Vicaría de la Solidaridad.

### Casos de abuso sexual

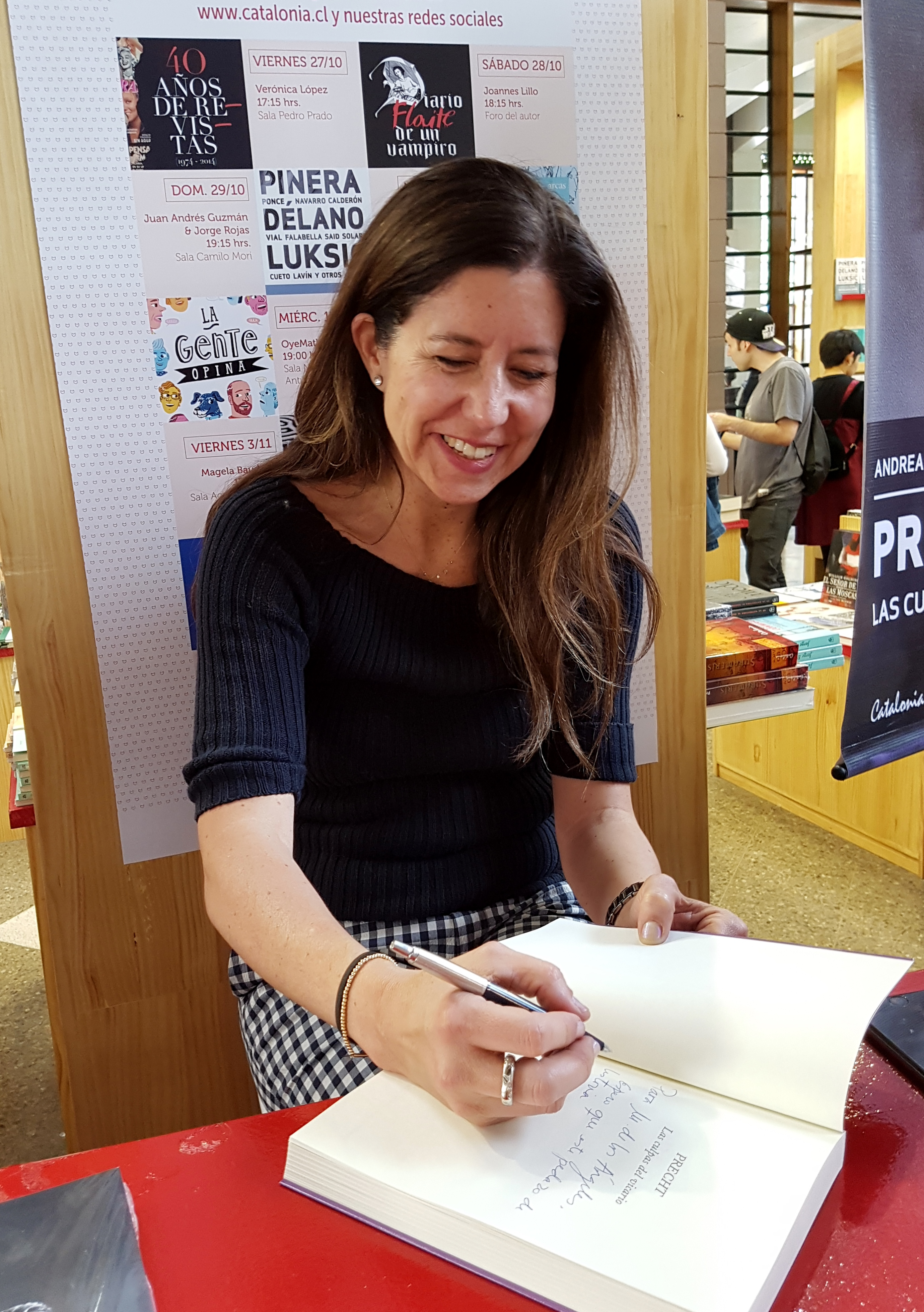
Andrea Lagos, autora del libro "Precht, las culpas del vicario".

En 2011, el Arzobispado de Santiago inició una investigación canónica ante una denuncia de abuso sexual, que fue cerrada semanas más tarde tras establecerse que no había elementos que pudieren acreditar la verosimilitud de la misma. Sin embargo, el 28 de junio del año siguiente, el arzobispo Ricardo Ezzati informó que en las investigaciones realizadas en el caso de los sacerdotes Cristián Precht y Alfredo Soiza-Piñeyro había «noticias verosímiles de conductas abusivas con mayores y menores de edad». Al tratarse de «delitos más graves», la autoridad eclesiástica local se declaró no competente y remitió el caso a la Congregación para la Doctrina de la Fe.
El 6 de diciembre de 2012, se dio a conocer la resolución del proceso canónico llevado contra Precht ante el Vaticano, que determinó culpabilidad de conductas abusivas. Después de ello Ezzati suspendió a Precht del ejercicio público del sacerdocio por cinco años. La defensa canónica de Precht, ejercida por el presbítero Raúl Hasbún, anunció en un principio que apelaría ante la Santa Sede, pero en un comunicado del 21 de febrero de 2013, Precht, aunque declaró su convicción de ser inocente, informó que no recurriría la sentencia y que aceptaba las sanciones impuestas por su obispo.
En 2017, el año que se terminaba la sanción contra el sacerdote, la periodista Andrea Lagos publicó Precht. Las culpas del vicario, una biografía en la que aborda también los casos por los que este había sido castigado. Precht aceptó hablar con Lagos, quien mantuvo "ocho largas sesiones de entrevistas por dos años y muchísimos mails con información anexa".

### Expulsión del sacerdocio
El 15 de septiembre de 2018 el prefecto de la Congregación para la Doctrina de la Fe, cardenal Luis Ladaria, notificó al Arzobispado de Santiago que con fecha 12 de septiembre de 2018 el papa Francisco decretó, de forma inapelable, la dimisión del estado clerical "ex officio et pro bono Ecclesiae" y la dispensa de todas las obligaciones unidas a la sagrada ordenación de Precht Bañados.